# Cristina Ungo de Velasco i Bou
Cristina Ungo de Velasco Bou (Barcelona, 17 de gener de 1976) ha estat una jugadora de waterpolo catalana.
Formada com a nedadora, i després, com a portera de waterpolo al CN Barcelona, el 1994 va passar al CN Catalunya. Al final de la temporada 1997-98 va fitxar pel club italià AS Lerici Sport, convertint-se en una de les primeres waterpolistes catalanes que jugava en una lliga professional. Internacional en 123 ocasions amb la selecció espanyola de waterpolo entre 1992 i 2003, va participar en sis Campionats d'Europa (1993, 1995, 1997, 1999, 2001, 2003) i dos Campionats del Món (1998, 2003). A causa d'un problema de salut, va retirar-se el 2003. Posteriorment, va exercir com a entrenadora de waterpolo del CN Rubí i va tornar a la competició amb el CN Badia a la primera divisió del waterpolo femení. Entre altres reconeixements, va rebre les medalles de serveis distingits de bronze (1996), d'argent (1997) i d'or (1998) de la Reial Federació Espanyola de Natació.